# Surulere

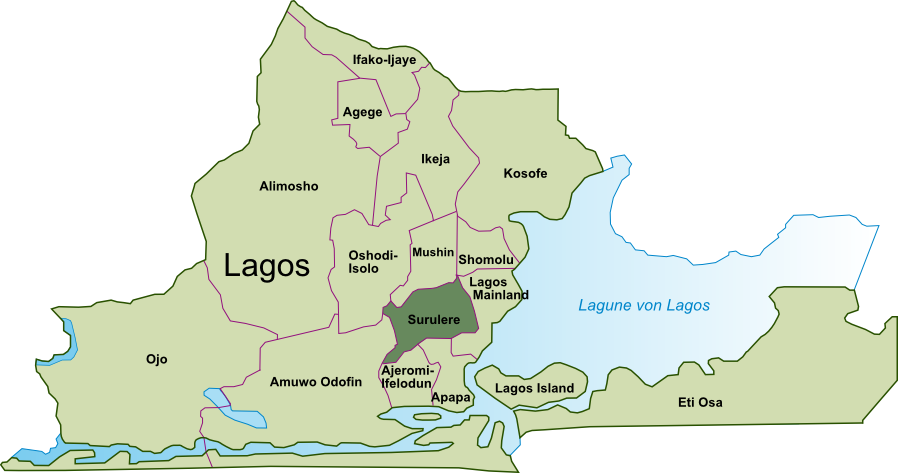
Karte von Lagos, Surulere hervorgehoben

Surulere ist eines der 20 Local Government Areas (LGA) des Bundesstaates Lagos.
Surulere liegt ca. 8 km von Lagos Island entfernt auf dem Festland von Lagos und hat eine Fläche von 23 km². Bei der letzten Volkszählung im Jahr 2006 wurden 502.865 Einwohner gezählt, damit hatte Surulere eine Bevölkerungsdichte von 21.864 Einwohnern je km². 
Surulere grenzt nördlich an Mushin, östlich an Lagos Mainland, südlich an Ajeromi-Ifelodun und Apapa und westlich an Amuwo Odofin und Oshodi-Isolo.
Das LGA wurde am 27. August 1991 von Lagos Mainland getrennt. Es ist das Zentrum der Filmindustrie von Lagos (Nollywood) und das Ausgehviertel der Stadt. In Surulere liegt auch das für die Afrikaspiele 1973 erbaute Surulere Stadium.